# Франк Манга Гела
Франк Манга̀ "Дид'ди" Гела̀ (на френски: Franck Manga "Did'dy" Guela) е котдивоарски футболист, роден на 19 юни 1986 г. в Абиджан, Кот д'Ивоар. От юни 2013 г. е играч на гръцкия Аполон Смирнис .

## Кариера
Гела започва да играе футбол като юноша в аматьорски тим от родния си град Академи дьо сол Бени. През 2003 г. започва професионалната си кариера в южноафриканския Мамелъди Съндаунс. След това изкарва по един сезон в четири гръцки тима и Динамо Загреб. След два сезона в германския Арминия Билефелд през юни 2012 г. подписва с Лудогорец (Разград) . За един полусезон не играе в 3 мача, а за 12 изиграни мача отбелязва един гол при победата на „Лудогорец“ като гост на Локомотив Пловдив с 2-5 . През февруари 2013 е освободен от „Лудогорец“ и до юни 2013 г. не играе никъде.